# Xylosma crenata
Xylosma crenata es una especie de planta fanerógama perteneciente a la familia de las salicáceas, que es endémica de la isla de Kauai en Hawái.

## Descripción
Es un árbol que alcanza un tamaño de 14 m de altura. Habita en los bosques montanos que están dominados por Acacia koa y Metrosideros polymorpha en altitudes de 975-1,065 m. Está amenazada por la pérdida de hábitat.

## Taxonomía
Xylosma crenata fue descrita por (H.St.John) H.St.John y publicado en Phytologia 34: 147. 1976.
Sinonimia
- Antidesma crenatum H.St.John[4][5]